# La bancarotta o sia Il mercante fallito
La bancarotta o sia Il mercante fallito  è una commedia teatrale in tre atti in prosa di Carlo Goldoni messa in scena nel Teatro San Samuele di Venezia durante il Carnevale del 1741. È la terza commedia di Goldoni: accolta abbastanza favorevolmente, ebbe però minore successo rispetto alle precedenti (L'uomo di mondo e Il prodigo), alle quali si ricollega. 
L'autore si ispirò a Pantalone mercante fallito di Tomaso Mondini (definita da Goldoni pessima commedia), nella quale si rappresentava un vecchio che, dopo aver dissipato i suoi capitali, si riduceva in prigione a cantare in musica le sue disgrazie . In origine scritta solo parzialmente, con parti lasciate all'improvvisazione, fu completata, cambiata, riformata ed in miglior forma ridotta per l'edizione a stampa.

## Trama
Venezia. Pantalone è un mercante circondato da avvoltoi e profittatori. Per superficialità, leggerezza, poca cura nel fare i conti e soprattutto per una invincibile passione per le donne, manda in rovina impresa, famiglia e se stesso. Gli uomini non conoscono il bene fino a quando non sono in miseria è l'ultima amara constatazione della commedia.

## Poetica
Si tratta di una delle commedie che più marcatamente segna il passaggio dal vecchio teatro della commedia dell’Arte al nuovo teatro che comincia a farsi strada proprio attraverso la riforma goldoniana. Le disgrazie del gioco e la poca propensione alla morigeratezza dei protagonisti sono non solo alla base del dissesto economico del protagonista, ma tradiscono una più vasta disgregazione e deriva che è prima di tutto morale, di perdita di valori, di smarrimento del sé e dell'altro come tessuto di una società sana e produttiva.
Scrisse l'autore nella prefazione per l'edizione a stampa: Credei potesse riuscire dilettevole ed utile ancora, ponendo in vista la mala condotta di coloro che si abbandonano alle dissolutezze, e vi perdono dietro le facoltà ed il credito; e le male arti degl'impostori, che fanno gravissimo torto al ceto rispettabile de' Mercadanti, che sono il profitto ed il decoro delle nazioni. Per ottenere l'intento, vidi essere necessario non formare il Protagonista uno stolido, nel qual caso meriterebbe la compassione più che i rimproveri, ma uno di quelli che rovinano se medesimi e tradiscono la propria famiglia, e i corrispondenti, e gli amici, con piena malizia e fraudolenta condotta.